# Crataegus poliophylla
Crataegus poliophylla är en rosväxtart som beskrevs av Charles Sprague Sargent. Crataegus poliophylla ingår i Hagtornssläktet som ingår i familjen rosväxter. Inga underarter finns listade i Catalogue of Life.